# Pensée magique
 (mai 2017).
La pensée magique se définit comme une forme de pensée qui s'attribue ou attribue à autrui le pouvoir de provoquer l'accomplissement de désirs, l'empêchement d'événements ou la résolution de problèmes sans intervention matérielle.
Ce type de pensée se manifeste principalement au cours de l'enfance et est, à l'âge adulte, appréhendé par la médecine comme un symptôme d'immaturité ou de déséquilibre psychologique.
L'ethnologie, la méthode comparative interculturelle de l'anthropologie, a révélé certains principes qui sous-tendent la pensée magique pour lesquels il existe des traces depuis la préhistoire. Le fait de leur universalité, renforcé par quelques découvertes récentes dans les sciences du cerveau, suggère que nous avons affaire à des structures fondamentales de la cognition humaine.
La pensée magique est associée à tout ce qui est psi (parapsychologie), paranormal, occulte ou « New Age » ou peut désigner les croyances et pratiques d'organisations néopaïennes telles que la Wicca, dont les pratiquants font référence à des pouvoirs surnaturels ou tout ce qui semble miraculeux ou merveilleux. Ce développement de la « pensée magique » à l'époque contemporaine diffère considérablement de l'ensemble de manifestations culturelles relevées par les études anthropologiques et religieuses, connues sous le nom de magie ou sorcellerie, parfois résumées sous le terme de pensée magico-religieuse,.

## Étude scientifique de la pensée magique
Selon l'anthropologue Lévy-Bruhl (1857-1939), la pensée magique serait un reliquat de la mentalité primitive, au sens ethnologique. Pensée magique et mentalité primitive subsisteraient sous une forme latente dans le subconscient de chacun, s'exprimant d'ailleurs chez les enfants dans des jeux de superstition, mi-ludiques, mi-sérieux. La pensée magique est une des caractéristiques du syndrome dit « syndrome de Peter Pan » (l'éternel enfant qui fuit ses responsabilités, ignorant ou feignant d'ignorer qu'il devient un adulte confronté aux réalités).
La psychologie suggère que la pensée magique constitue une tentative d'échapper à l'angoisse de l'inconnu (« mieux vaut être dans l'erreur que dans l'incertitude ») et au conflit intérieur. La croyance dans le pouvoir de la pensée en tant que moteur immédiat, pourrait donner une impression de contrôle ou fournir une explication a posteriori en établissant un lien de causalité entre deux événements indépendants afin d'en soustraire par avance l'angoisse suscitée par son éventuelle réapparition.
Selon le psychiatre Derek Bolton, la pensée magique c'est « l'explication de phénomènes réels par des causes irrationnelles ».

## Approches religieuses et thérapeutiques

### Dans le courant New Age
Dans les démarches religieuses contemporaines, dans le développement personnel, et en particulier dans le New Age (Shakti Gawain, Jane Roberts, Jean Houston), la pensée positive, la visualisation, et la notion de « créer sa propre réalité » (en gardant aux mots le sens du dictionnaire, créer sa propre illusion) sont des formes de la pensée magique. Selon l'astrophysicien Erich Jantsch, « l'esprit a une capacité créatrice, non seulement dans la formation d'images mais également dans la transformation de la réalité extérieure » .
Une des origines de la pensée magique dans le New Age est la croyance que ni la nature, ni Dieu ne sont créateurs du monde, que nous en serions les créateurs mais que nous nous serions perdus dans notre propre création, oubliant notre statut originel (sans pour autant perdre le pouvoir de « créer sa propre réalité »). Nous aurions choisi les circonstances de notre « incarnation » et évoluerions donc dans un univers qui est parfois considéré comme un rêve dont nous serions les rêveurs. Le New Age, où cette conception de l'esprit en relation avec le monde est très prégnante, peut utiliser des principes scientifiques, comme le principe holographique, pour illustrer ses thèses. 

### Point de vue dans le christianisme
Du point de vue des Églises chrétiennes, la religion est fondamentalement sans rapport avec la pensée magique. « La signification authentique de la religion et, surtout, la notion chrétienne de liturgie n'ont rien à voir avec ces composantes de la pensée magique ». Même s'il est possible d'en retrouver des empreintes parmi les croyants. « Précisément parce que l'origine de la magie ne se trouve pas dans la raison mais dans le sentiment, on peut rencontrer chez le croyant aussi une dissociation du même type ».

## Pathologie
Une forte pensée magique est une phase normale du développement de l'enfant que Freud percevait comme une forme de pensée résiduelle d'une époque ancienne. Dans certains cas, elle subsiste avec le temps et s'ajoute à la liste des caractéristiques visibles des pathologies telles que la dépression, les troubles anxieux, le trouble obsessionnel compulsif ou le trouble de la personnalité schizotypique.

## Pensée désidérative
La pensée désidérative est une forme particulière de la pensée magique caractérisée par la formation de croyances et de prises de décisions selon ce qu'il est « plaisant d'imaginer » au lieu de faire appel à des preuves ou à la rationalité.
La publicité comme la politique font beaucoup appel à la pensée désirée ou magique afin de motiver le consommateur ou le militant.

« Nous ne consommons plus des oranges, mais de la vitalité ! »

— Aldous Huxley dans Retour au meilleur des mondes